# فكتور أندرسون
فكتور أندرسون (بالسويدية: Viktor Andersson)‏ هو متزحلق حر سويدي، ولد في 6 نوفمبر 1992 في السويد.

## وصلات خارجية
- فكتور أندرسون على موقع الاتحاد الدولي للتزلج (التزلج الحر) (الإنجليزية)
- فكتور أندرسون على موقع أوليمبيديا (الإنجليزية)
- فكتور أندرسون على موقع اللجنة الأولمبية السويدية (السويدية)